# Daniel Wallace

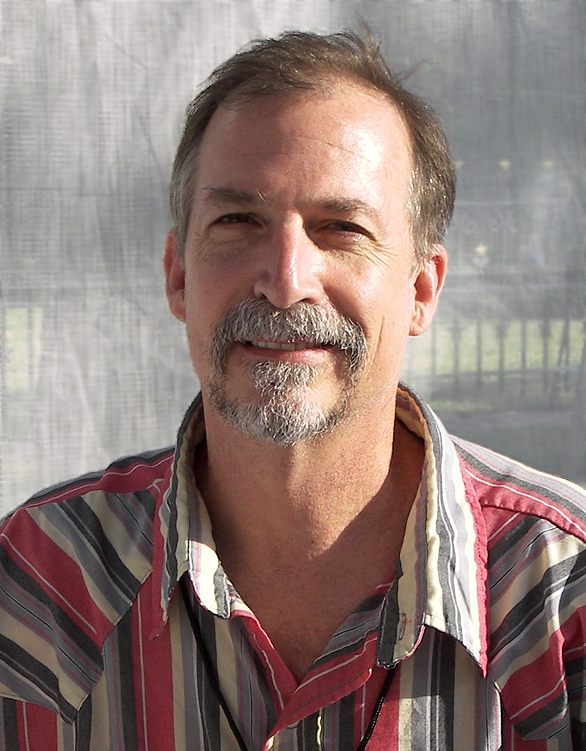
Daniel Wallace

Daniel Wallace (ur. 1959 w Birmingham, w Alabamie) – amerykański pisarz, znany przede wszystkim jako autor książki Duża ryba. Powieść o mitycznych proporcjach, zekranizowanej w 2003 roku przez Tima Burtona.
Daniel Wallace urodził się w Birmingham, największym mieście stanu Alabama. Studiował biznes na Emory University w Atlancie i na Uniwersytecie Karoliny Północnej w Chapel Hill, jednak żadnej z tych szkół nie ukończył. Przeniósł się do Japonii, gdzie przez kilka lat pracował w firmie handlowej. Po powrocie do Chapel Hill przez trzynaście lat - do momentu wydania swojej pierwszej powieści - zajmował się pracą w księgarni; był też ilustratorem.
Obecnie wciąż mieszka w Chapel Hill wraz z żoną Laurą i synem Henrym. Jest profesorem na Uniwersytecie Karoliny Północnej.
W 2003 r. zagrał nauczyciela ekonomii w ekranizacji własnej książki.

## Twórczość
- Duża Ryba. Powieść o mitycznych proporcjach (Big Fish: A Novel of Mythic Proportions) (1998)
- Ray in Reverse (2000)
- The Watermelon King (2003)
- Off the Map (2005)
- Mr. Sebastian and the Negro Magician (2007)